# Петар Вечек
Петар Вечек (Загреб, 23. јун 1942 — Вараждин, 18. децембар 2010) био је југословенски и хрватски позоришни редитељ.

## Биографија
Дипломирао је на Академији за казалишну умјетност у Загребу 1971, а на њој је од 1972. до 1976. био и асистент на Одсеку глуме.
Био је управник позоришта у Вараждину од 1976. до 1983. и позоришта Гавелла од 1983. до 1986. Обављао је функцију уметничког директора драмског програма Дубровачких љетних игара, 1985. и 1986. године.
Са колегама је утемељио позоришну лабораторију Rhinocerus (1974–75) режиравши Причај ми о Аугусти Л. Паљетка и Руззантеову Мушицу.
Режирао је у свим већим хрватским казалиштима те у Љубљани, Марибору.
Често је радио сценографију и костимографију за своје представе.
Укупно је остварио око 130 режираних представа у Хрватској.

## Награде
- Награда Стеријиног позорја[1][3]
- Награда Дубаврко Дујшин[1]
- Златни ловор вијенца, МЕСС[1]
- Златни смијех[1]
- Неколико награда на Гавеллин вечерима[1]

## Одабрана театрографија
- Господа Глембајеви, 1984[1]
- "Швејк у Другом свјетском рату[1]
- У агонији", из 1988. године[1]
- Дантонова смрт[1]
- Глорија[1]
- Мизантроп[1]
- Добродошли у плави пакао[1]
- Пир малограђана[1]
- Вишњих[1]
- Хамлет[1]
- Краљ Лир[1]
- Ромео и Јулија[1]
- Степинац, глас у пустињи[2]
- Мандрагола[2]
- Женидба[1]
- Ујка Вања, 09.09.1988, Сомбор, Народно позориште у Сомбору[4]
- Самоубица, 28.10.1988, Сомбор, Народно позориште[4]
- Дивља патка, 26.05.1989, Сомбор, Народно позориште[4]